# 邁丹-戈洛吉爾西基
49°46′8″N 24°46′59″E / 49.76889°N 24.78306°E
邁丹-戈洛吉爾西基（烏克蘭語：Майдан-Гологірський），是烏克蘭西部的村莊，隸屬利維夫州的佐洛奇夫區。該村始建於1300年，面積2.04平方公里，海拔高度371米，2001年人口348。